# Camorta Island
Camorta Island är en ö i Indien.   Den ligger i unionsterritoriet Andamanerna och Nikobarerna, i den sydöstra delen av landet, 2 800 km sydost om huvudstaden New Delhi. Arean är 138 kvadratkilometer.
Terrängen på Camorta Island är platt. Öns högsta punkt är 204 meter över havet. Den sträcker sig 26,3 kilometer i nord-sydlig riktning, och 10,9 kilometer i öst-västlig riktning.  Trakten runt Camorta Island består huvudsakligen av våtmarker.